# Mariana Pérez Roldán
Mariana Pérez Roldán (n. en Buenos Aires, Argentina en 1967) es una  extenista que actualmente se desempeña como profesora de esa disciplina deportiva.

## Trayectoria
Es hija de un entrenador de tenis, Raúl y hermana del también tenista, Guillermo Pérez Roldán.
Su estilo de juego se basó en golpes planos y mucha precisión, siendo lo más productivo de su carrera su etapa como juvenil. En 1985 ganó el Sudamericano de menores junto a Patricia Tarabini y en 1986 obtuvo el ITF de Lyon y llegó hasta el final del WTA de Bregenz.
En 1988, llegó al puesto 51 del ranking logrando vencer a Mary Joe Fernández que en ese entonces estaba en el número 20 de esa tabla.
En 1989, una rotura en la pierna izquierda provocó su retiro recomendado por el especialista que la atendió. Estuvo fuera de competición por unos años hasta que volvió a intentar aunque con dificultades físicas. Su retiro definitivo fue en 1991.
Actualmente enseña tenis en escuelas de la zona y desarrolla clínicas de esa especialidad.
Está casada Andrés Salvati con quien tiene dos hijos, Stefano y Franco.